# سیمین‌تاج
سیمین‌تاج (نام علمی: Cacaliopsis) نام یک سرده از خانواده کاسنیان است.